# Paolo Serrao
Paolo Serrao   (Filadèlfia, 11 d'abril de 1830 - Nàpols, 17 de març de 1907) va ser un compositor i pianista italià.

## Biografia
Paolo Serrao va néixer a Filadelfia, un petit poble prop de Catanzaro. Els seus pares, dedicats a la música, el van introduir en els fonaments bàsics. Així es va donar a conèixer, de ben petit, com un nen prodigi, podent, amb només vuit anys, i com a artista autodidacte, fer un concert per a piano i orquestra en una vetllada pública organitzada pel seu oncle, funcionari de la prefectura de Catanzaro. L'interès que va sorgir al voltant del nen va fer que el rei de Nàpols, seguint les informacions de la Diputació de Catanzaro gràcies al seu oncle, excepcionalment volgués atorgar que el jove talent, l'any 1839, i amb només nou anys, l'acollissin gratuïtament al Reial Col·legi de Música de Nàpols, avui Conservatori de Nàpols. Així va començar l'estudi acadèmic del piano per al jove Serrao, sota la cura del mestre Francesco Lanza, deixeble de Muzio Clementi. Posteriorment va començar a estudiar composició amb el mestre Carlo Conti.
El 18 de juny de 1840 Saverio Mercadante va ser nomenat director del Royal College of Music. La trobada amb Mercadante va ser decisiva i profitosa per a Serrao. Durant la seva llarga relació, que va durar uns trenta anys, Mercadante sempre va mostrar estima i alta consideració cap a Serrao i aquest, al seu torn, va correspondre amb un afecte quasi filial. L'estima de Mercadante va fer que Serrao fos designat per compondre una òpera semi seriada per al Teatre del Fondo (avui anomenat Teatre Mercadante): L'impostore. Corria l'any 1852, en què Serrao es va acomiadar definitivament del "Royal College", on, acabats els estudis acadèmics, continuava ocupat com a "Primer Petit Mestre".
Tanmateix, no es va representar L'impostor, igual que no es va representar la seva altra òpera, de 1853, Leonora dei Bardi, per prohibició explícita de la policia, havent-se denunciat Serrao per haver participat en activitats anti borbòniques durant els disturbis del 48.
Finalment, l'any 1857, va aconseguir que es representés la seva tercera òpera, que va tenir una resposta molt feliç: G.B. Pergolesi, que també havia escrit per al mateix Teatre del Fondo. Un èxit addicional i molt més durador va ser assegurat amb la seva següent òpera, La duquessa de Guisa, representada el 1868 al Teatre San Carlo. De menor èxit, considerat per la crítica com un tema feble, va ser El fill pròdig, presentat l'any següent al mateix teatre. A més de les seves òperes, el seu catàleg inclou una abundant producció de música de cambra, una simfonia fúnebre i molta música sacra (misses, oratoris i música d'orgue).
Mentrestant Serrao s'havia dedicat a la docència: l'any 1860, de fet, se li va confiar la càtedra d'harmonia del Conservatori de Nàpols que abans havia estat del seu mestre Gennaro Parisi; Posteriorment, l'any 1863 se li va confiar la càtedra de Contrapunt i Composició, càtedra que va ocupar amb prestigi fins als darrers dies de la seva vida. La docència va resultar aviat una activitat agradable per a ell, a la qual es va dedicar amb passió i sentit de la responsabilitat, i que li donaria una gran satisfacció a través dels seus alumnes que es formarien a la seva escola, donant lluentor a la prestigiosa escola musical napolitana, i formant, entre ells, compositors il·lustres com: Umberto Giordano, Francesco Cilea, Giuseppe Del Martucci, Ed. Leopoldo Mugnone, Attilio Brugnoli, Mattia Forte, Michele Esposito. La seva fama com a professor aviat es va fer coneguda a tota Itàlia. Rossini li va oferir la direcció del Liceo Musicale de Bolonya, i Verdi, que li tenia un profund respecte, el va voler amb ell com a col·laborador en un projecte de reforma musical desitjat pel Ministeri de Cultura.
El rei d'Itàlia li va concedir l'honor de "Cavaller de la Corona d'Itàlia". Va ser director del Conservatori de Nàpols entre 1878 i 1887.
Obres Líriques de Paolo Serrao
- L'impostor (1850)
- Leonora del Bardi (1853)
- G.B. Pèrgolesi (1857)
- La duquessa de Guisa, òpera seria en 3 actes, llibret de Francesco Maria Piave (1865)
- El fill pròdig (1868)

## Curiositat
El títol de "Maestrino", creat directament al Conservatori de Nàpols, es va mantenir en ús fins a principis del segle xx, com a reconeixement explícit de la integritat del pla d'estudis i del calibre artístic dels alumnes més dotats, especialment els de composició. En aquest sentit, cal recordar que al llarg del segle XIX i en les primeres dècades del segle xx, era pràctica habitual als conservatoris atribuir el títol de "Maestro" només als compositors, mentre que la resta d'intèrprets prenien el títol de "Professor". La tasca del "Maestrino", doncs, era polièdrica: assistir o "subministrar" al Mestre en l'exercici de la seva disciplina, dirigir actuacions corals o orquestrals que s'oferien al públic com a "mostres d'estudi", component i interpretant obres d'una certa amplitud com òperes breus, oratoris, cantates, misses, etc.

## Honors
- Orde de la Corona d'Itàlia